# Widdern
Widdern település Németországban, azon belül Baden-Württembergben. Lakosainak száma 1836 fő (2023. december 31.).

## Népesség
A település népessége az elmúlt években az alábbi módon változott:
| Lakosok száma | 1432 | 1833 | 1809 | 1836 | 1825 | 1836 |
|               | 1975 | 2017 | 2019 | 2021 | 2022 | 2023 |